# Roger Dorchy
Roger Dorchy (La Ferté-Saint-Samson, 5 settembre 1944 – 26 luglio 2023) è stato un pilota automobilistico francese, noto per aver partecipato a 14 edizioni della 24 Ore di Le Mans e per avervi ottenuto il record di velocità massima, stabilendolo con una punta massima di 405 km/h con un Welter-Meunier P88 alla fine del rettilineo Mulsanne alla 24 Ore di Le Mans del 1988.

## Biografia

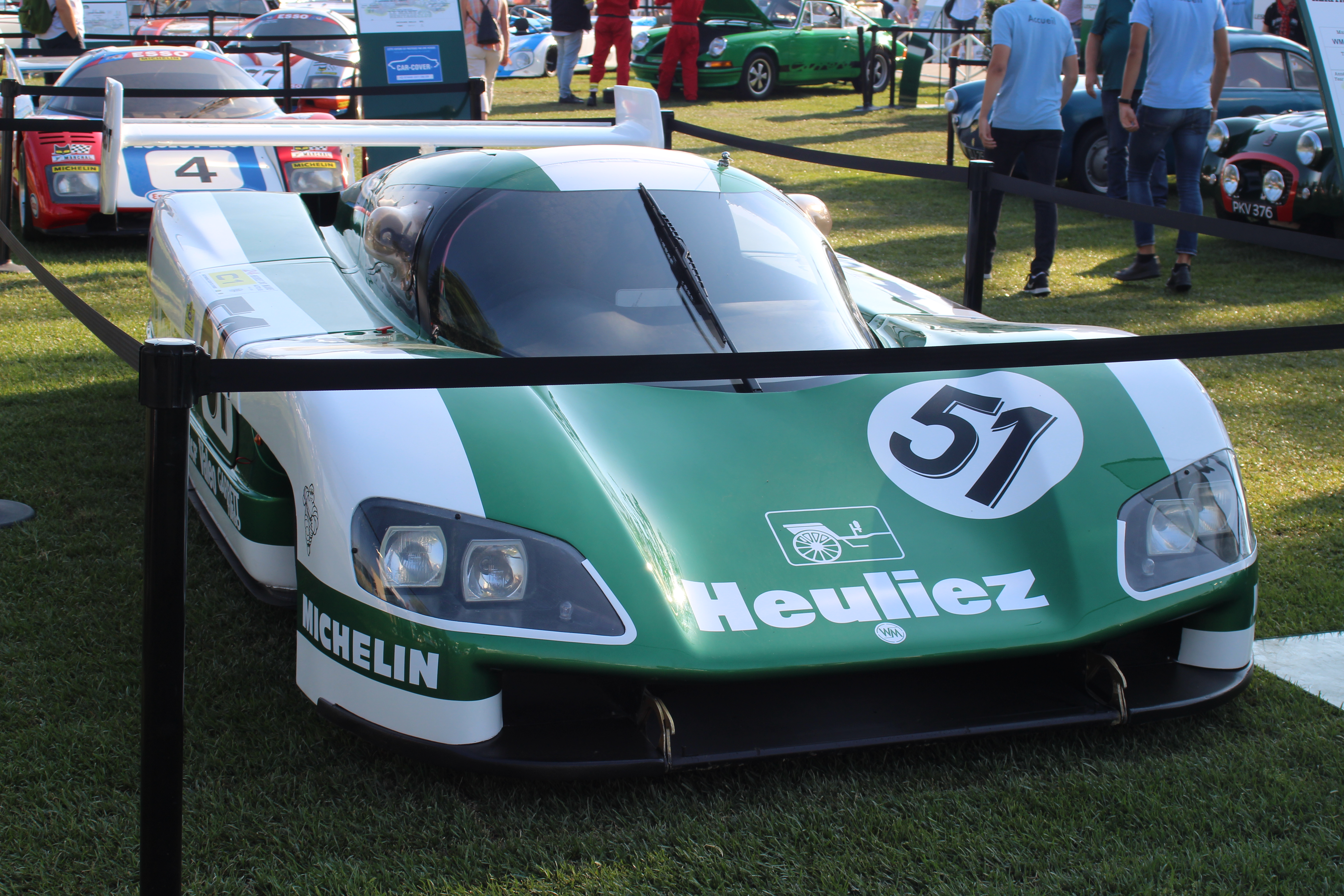
La Welter-Meunier P88 del record a Le Mans

Dorchy iniziò la carriera negli sport motoristici all'inizio degli anni '70 su una Porsche 911 nel campionato francese GT. Nel 1974 debuttò a Le Mans. Con Guy Fréquelin nel 1980 su una WM P80, arrivò quarto assoluto, ottenendo il suo miglior piazzamento in carriera.
Nel 1984 Dorchy alla Le Mans guidò una WM P83B. Nel 1984 disputò un'intera stagione nel Campionato Europeo Turismo e classificandosi terzo alla 500 km di Monza con una BMW 635 CSi.
Nel 1988 al volante di una WM P88 con motore Peugeot, raggiunse la velocità record di 405 km/h sul rettilineo del Hunaudières.
Dopo aver partecipato alla 24 ore di Le Mans nel 1989, Dorchy si ritirò dalle corse. Nel 1999 fece ritorno nelle competizioni ufficiali, partecipando a due gare nel campionato francese GT. Nel 2002, all'età di 58 anni, completò un'intera stagione nel campionato francese FFSA GT su una Porsche 996 GT3 Cup.